# Gross Seehorn
Gross Seehorn (även Großes Seehorn) är en bergstopp i Österrike på gränsen till Schweiz. Den ligger i förbundslandet Vorarlberg, i den västra delen av landet. Toppen på Gross Seehorn är 3 122 meter över havet. Gross Seehorn ingår i Silvretta Gruppe.
Gross Seehorn är den högsta toppen i trakten.
Trakten runt Gross Seehorn består i huvudsak av kala bergstoppar och isformationer.